# Vzhůru se steroidy
Vzhůru se steroidy (v anglickém originále Up the Down Steroid) je druhý díl osmé řady amerického animovaného televizního seriálu Městečko South Park.

## Děj
Postižení žáci Jimmy a Timmy se začínají připravovat na účast na paralmypiádě. Jimmy si ale začíná myslet, že jeho trénování není úplně dostačující, a proto začne brát steroidy. Cartman si mezitím začne hrát na postiženého, aby se na paralympiádu dostal, a mohl tak vyhrát nějaké peníze.

## Zajímavosti
- U Cartmana v pokoji na zdi visí plakát filmu Statečné srdce z roku 1995.[2]
- O rok později byl natočen film stejného tématu s názvem Bláznivá olympiáda